# خط طول 111° غرب
خط طول 111° غرب هو أحد خطوط الطول الجغرافية، حيث يمتد من القطب الشمالي الجغرافي إلى القطب الجنوبي الجغرافي، وحسب التحويل الزمني يتأخر خط طول 111° غرب عن خط غرينتش بـ7 ساعات و24 دقيقة.

## من القطب إلى القطب
ينطلق خط طول 111° غرب من القطب الشمالي نحو القطب الجنوبي مرورا بالمناطق التي ترد في الجدول التالي:
| الإحداثيات                           | البلد أو الإقليم أو البحر | ملاحظات |
| ------------------------------------ | ------------------------- | --- |
| 90°0′N 111°0′W / 90.000°N 111.000°W  | المحيط المتجمد الشمالي    | |
| 78°42′N 111°0′W / 78.700°N 111.000°W | كندا                      | الأقاليم الشمالية الغربية — Borden Island |
| 78°22′N 111°0′W / 78.367°N 111.000°W | Wilkins Strait            | |
| 78°6′N 111°0′W / 78.100°N 111.000°W  | كندا                      | الأقاليم الشمالية الغربية — Mackenzie King Island |
| 77°25′N 111°0′W / 77.417°N 111.000°W | Unnamed waterbody         | |
| 75°32′N 111°0′W / 75.533°N 111.000°W | كندا                      | الأقاليم الشمالية الغربية — جزيرة ميلفيل |
| 74°37′N 111°0′W / 74.617°N 111.000°W | Parry Channel             | شعبة فيكونت ملفيل ساوند [لغات أخرى]‏ |
| 72°25′N 111°0′W / 72.417°N 111.000°W | كندا                      | الأقاليم الشمالية الغربية — جزيرة فيكتوريا (كندا) نونافوت — من 70°0′N 111°0′W / 70.000°N 111.000°W on جزيرة فيكتوريا (كندا), و Edinburgh Island                                                                      |
| 68°28′N 111°0′W / 68.467°N 111.000°W | خليج كورونيشن             | |
| 67°53′N 111°0′W / 67.883°N 111.000°W | كندا                      | نونافوت — Hepburn Island و the mainland الأقاليم الشمالية الغربية — من 65°30′N 111°0′W / 65.500°N 111.000°W, مرورا عبر the بحيرة جريت سليف ألبرتا — من 60°0′N 113°0′W / 60.000°N 113.000°W, مرورا عبر بحيرة أثاباسكا |
| 49°0′N 111°0′W / 49.000°N 111.000°W  | الولايات المتحدة          | مونتانا وايومنغ — من 45°0′N 111°0′W / 45.000°N 111.000°W يوتا — من 41°1′N 111°0′W / 41.017°N 111.000°W أريزونا — من 37°0′N 111°0′W / 37.000°N 111.000°W                                                              |
| 31°20′N 111°0′W / 31.333°N 111.000°W | المكسيك                   | ولاية سونورا |
| 27°58′N 111°0′W / 27.967°N 111.000°W | خليج كاليفورنيا           | |
| 25°25′N 111°0′W / 25.417°N 111.000°W | المكسيك                   | ولاية باخا كاليفورنيا سور |
| 24°4′N 111°0′W / 24.067°N 111.000°W  | المحيط الهادئ             | |
| 18°50′N 111°0′W / 18.833°N 111.000°W | المكسيك                   | Socorro Island in the جزر ريفيلاجيجيدو, ولاية كوليما |
| 18°44′N 111°0′W / 18.733°N 111.000°W | المحيط الهادئ             | |
| 60°0′S 111°0′W / 60.000°S 111.000°W  | المحيط الجنوبي            | |
| 74°13′S 111°0′W / 74.217°S 111.000°W | القارة القطبية الجنوبية   | المطالب الإقليمية بالقارة القطبية الجنوبية |